# Дулибы (Ровненская область)
Дулибы (укр. Дуліби) — село, входит в Гощанскую поселковую общину Ровненского района Ровненской области Украины.
Население по переписи 2001 года составляло 276 человек. Почтовый индекс — 35463. Телефонный код — 3650.